# ТрипТанк
ТрипТанк (англ. TripTank) — американский мультсериал, созданный в 2013 году, вышел на экран в апреле 2014 года на канале Comedy Central. На данный момент выпущено 2 сезона из 8 и 5 серий. Стиль — чёрный юмор.
ТрипТанк был продлён на 20-эпизод второго сезона.

## Описание
Шоу из различных скетчей, перемешанных между собой по сюжету, созданных в нескольких стилях анимации разными сценаристами. Хотя нет прямой сюжетной линии между разными историями, тема тёмной сатиры преобладает во всём.
Премьера ТрипТанк состоялась 2 апреля 2014 года.

## Сюжет
Хотя в мультсериале нет основной сюжетной линии, некоторые сюжеты, символы и ситуации повторяются в серии иногда в течение одного и того же эпизода или только один раз за серию.
«Приёмная „TripTank“» — сюжетная линия, в которой оператор отвечает на телефонные звонки от случайных людей. Некоторые абоненты реагируют с особой неприязнью к содержанию «TripTank», в то время как другие хвалят его. Также есть небольшое количество звонков совершенно случайных людей, никак не связанных с «TripTank». Кроме того, в этой сюжетной линии присутствует уборщик, друг оператора, который постоянно жалуется на работу и делает в приёмной вещи, от которых оператору обычно становится не по себе.
«Versus» — шоу, организованное смертью, в котором две группы несправедливо подобранных бойцов сражаются друг против друга в борьбе до смерти. Примеры включают в себя бой футбольной команды учеников 3-го класса с монгольской ордой.
«Джефф и инопланетяне»: инопланетяне находятся на миссии, они должны судить человечество, достойно ли оно выживания или истребления повелителем пришельцев. Джефф, по мнению инопланетян, был избран из всего человечества как наиболее среднестатистический человек на Земле для наблюдения. «Animal Hitman» — скетчи про наёмного убийцу животных. «Suck it, Gary» — про то, как группа друзей пытается досадить некоему Гэри, но в результате своих жестоких розыгрышей всегда оказывается в худшем, чем сам Гэри, положении.
В сериале присутствуют много сюжетных линий, которые иногда пересекаются между собой.

## Список серий
1. «Shovels Are for Digging»
2. «Crossing the Line»
3. «Game Over»
4. «The Green»
5. «Ahhh, Serenity»
6. «Candy Van Finger Bang»
7. «Roy & Ben’s Day Off»
8. «XXX Overload»

## В главных ролях
- Эрик Магнуссен
- Бен Волфенсон
- Джилл Тэлли
- Брайан Фриск
- Джефф ЛаПенси
- Натали Смика
- Дэна Снайдер
- Фред Таташор
- Кайл Кинан
- Юрий Ловенталь

## Интересные факты
- Над созданием сериала работал большой круг сценаристов и режиссёров, таких известных, как Крис Осбринк, Бретт Гельман, Крис Капел и Уилл Карсола, так и новичков, таких как Фелекс Колгрейв и Уэс Китти, для которых этот сериал стал дебютом.
- Создатели сериала предупреждают о «дозированном» просмотре короткометражек во избежание «галлюциногенной эйфории».
- Большинство критиков назвали шоу «грубым и неуместным»[6].